# Theridion odoratum
Theridion odoratum là một loài nhện trong họ Theridiidae.
Loài này thuộc chi Theridion. Theridion odoratum được Chuandian Zhu miêu tả năm 1998.